# Ningaui yvonneae
Ningaui yvonneae é uma espécie de marsupial da família Dasyuridae. Endêmica da Austrália.
- Nome Popular: Ningaui-do-Sul
- Nome Científico: Ningaui yvonneae (Kitchener, Stoddart e Henrry, 1983)
- Sinônimo do nome científico da espécie: Ningaui yvonneae;

## Características
Esta espécie se assemelha ao Ningaui-de-Wongai, mas tem a parte superior do corpo num tom de verde-oliva, que se tornam cinza claro no ventre e o pescoço branco. A face e a boca são cinza escuro e sob as orelhas possui uma mancha cor de canela. Mede cerca de 5–7 cm de comprimento e a cauda de 5–7 cm, pesa em torno de 5-10 gramas.

## Hábitos alimentares
Os Ningauis usam os dentes afiados para matar suas presas rapidamente mordendo-as ao redor da cabeça. Caçam de noite e descansam de dia.

## Características de reprodução
As fêmeas têm muitos filhotes, na primavera ou verão, nasce de 5-7 filhotes e permanecem na bolsa dentro de 30 dias e são independentes depois de 70 a 80 dias;

## Habitat
É encontrado no sul da Austrália, em planícies e matagais xéricos e bosques abertos.

## Distribuição Geográfica
Nova Gales do Sul, Austrália Meridional, Victoria e Austrália Ocidental;